# Сорокинська агломерація
Краснодо́нська агломера́ція — агломерація з центром у місті Сорокине (до 2016 року Краснодон). Населення - 150,5 тисяч осіб Площа - 1463 км². Щільність населення - 102,9 осіб/км².
Головні чинники створення і існування агломерації: один з найбільших райцентрів області, побудова великих підприємств, близьке розташування кількох міських поселень.
У складі (на 2001 рік):
- місто Сорокине - 117,7 тися осіб, 77 км²,
- Сорокинський район - 32,8 тисяч осіб, 1386 км².